# Sport Réunis de Delémont 2010-2011
Questa voce raccoglie le informazioni riguardanti il Sport Réunis de Delémont nelle competizioni ufficiali della stagione 2010-2011.

## Stagione
Nella stagione 2010-2011 il Delemont, allenato da Philippe Rossinelli, concluse il campionato di Challenge League all'8º posto. In Coppa Svizzera il Delemont fu eliminato al primo turno dal Buochs.

## Rosa
| N. |                     | Ruolo | Calciatore          |
| -- | ------------------- | ----- | ------------------- |
| 1  | Svizzera (bandiera) | P     | Beat Weber          |
| 2  | Svizzera (bandiera) | C     | Emmanuel Charmillot |
| 2  | Svizzera (bandiera) | A     | Dylan Choulat       |
| 3  | Svizzera (bandiera) | D     | Kevin Steinmann     |
| 4  | Francia (bandiera)  | D     | Anthony Sirufo      |
| 5  | Italia (bandiera)   | D     | Gianluca Gabriele   |
| 6  | Ciad (bandiera)     | D     | Jules Hamidou       |
| 7  | Brasile (bandiera)  | C     | Macio Barbosa       |
| 8  | Francia (bandiera)  | D     | Jimmy Kollar        |
| 9  | Svizzera (bandiera) | A     | Michaël Rodriguez   |
| 10 | Francia (bandiera)  | C     | Olivier Baudry      |
| 11 | Svizzera (bandiera) | D     | Tom Villemin        |

| N. |                      | Ruolo | Calciatore        |
| -- | -------------------- | ----- | ----------------- |
| 11 | Francia (bandiera)   | C     | Sofian Allali     |
| 12 | Svizzera (bandiera)  | C     | Aurélien Chappuis |
| 14 | Svizzera (bandiera)  | A     | Garry Germann     |
| 15 | Svizzera (bandiera)  | C     | Josip Budimir     |
| 16 | Svizzera (bandiera)  | C     | Bastien Hulmann   |
| 18 | Svizzera (bandiera)  | P     | Laurent Bruat     |
| 19 | Svizzera (bandiera)  | C     | Cédric Hulmann    |
| 20 | Francia (bandiera)   | C     | Johnny Szlykowicz |
| 21 | Kosovo (bandiera)    | D     | Muharrem Xhaqku   |
| 22 | Serbia (bandiera)    | D     | Kadri Hamzai      |
| 23 | Martinica (bandiera) | C     | Gillian Ren       |
|    | Svizzera (bandiera)  | D     | Patrick Ochs      |

## Organigramma societario
Area tecnica
- Allenatore: Philippe Rossinelli
- Allenatore in seconda: Jean-Frédéric Anker
- Preparatore dei portieri:
- Preparatori atletici:

## Calciomercato

### Sessione estiva
| Acquisti | Acquisti          | Acquisti | Acquisti |
| R.       | Nome              | da       | Modalità |
| -------- | ----------------- | -------- | -------- |
| C        | David Casasnovas  | Bienne   |          |
| C        | Johnny Szlykowicz | Losanna  |          |
| D        | Muharrem Xhaqku   | Grenchen |          |

| Cessioni | Cessioni       | Cessioni | Cessioni |
| R.       | Nome           | a        | Modalità |
| -------- | -------------- | -------- | -------- |
| C        | Francis Sarret | Dornach  |          |

### Sessione invernale
| Acquisti | Acquisti | Acquisti | Acquisti |
| R.       | Nome     | da       | Modalità |
| -------- | -------- | -------- | -------- |

| Cessioni | Cessioni | Cessioni | Cessioni |
| R.       | Nome     | a        | Modalità |
| -------- | -------- | -------- | -------- |

## Risultati

### Challenge League

#### Andata
| Arbitro: | Huwiler |

|                               |           |            |
| Germann 43’ Sirufo 63’ (rig.) | Marcatori | 90’ Santos |

| Arbitro: | Erlachner |

|              |           |                                |
| Tarchini 72’ | Marcatori | 20’, 35’ Rodriguez 90’ Hulmann |

| Arbitro: | Klossner |

|                               |           |                  |
| Szlykowicz 1’, 12’ Sirufo 39’ | Marcatori | 18’, 73’ Valente |

| Arbitro: | Zimmermann |

|                      |           |               |
| Tosi 58’ Marazzi 86’ | Marcatori | 65’ Rodriguez |

| Arbitro: | Circhetta |

|               |           |             |
| Rodriguez 32’ | Marcatori | 39’ N'Gindu |

| Arbitro: | Winter |

|                                                 |           |             |
| Merenda 2’, 51’, 86’, 89’ Ciccone 5’ Hasler 58’ | Marcatori | 73’ Hulmann |

| Arbitro: | Laperrière |

|                |           |  |
| Szlykowicz 69’ | Marcatori |  |

| Arbitro: | Wermelinger |

|                                         |           |  |
| Senger 22’ (rig.) Afonso 79’ Feussi 83’ | Marcatori |  |

| Arbitro: | Jaccottet |

|  |           |                                            |
|  | Marcatori | 5’ Eudis 18’ Estéban 62’ (rig.) de Azevedo |

| Arbitro: | Jancevski |

|           |           |                                              |
| Sukaj 90’ | Marcatori | 9’, 80’ Germann 29’ Szlykowicz 90’ Rodriguez |

| Arbitro: | Laperrière |

|             |           |                           |
| Katanha 75’ | Marcatori | 37’ Rodriguez 62’ Germann |

| Arbitro: | Graf |

|                   |           |                 |
| Sirufo 69’ (rig.) | Marcatori | 14’ Deigendesch |

| Arbitro: | Gut |

|                             |           |                                |
| Ludäscher 45’ Šabanović 48’ | Marcatori | 47’ Rodriguez 90’, 90’ Barbosa |

| Arbitro: | Zimmermann |

|               |           |  |
| Rodriguez 45’ | Marcatori |  |

| Arbitro: | Gut |

|                           |           |                                 |
| Morello 2’, 45’ Veloso 6’ | Marcatori | 11’ Rodriguez 90’ (rig.) Sirufo |

#### Ritorno
| Arbitro: | Huwiler |

|  |           |               |
|  | Marcatori | 58’ Rodriguez |

| Arbitro: | Erlachner |

|                                |           |                                   |
| Germann 29’, 85’ Rodriguez 90’ | Marcatori | 25’ Stojkov 27’ Gashi 34’ Marazzi |

| Arbitro: | Jaccottet |

|                                   |           |  |
| Bijelić 27’ Mądry 50’ Schultz 90’ | Marcatori |  |

| Arbitro: | San |

|                   |           |                                   |
| Sirufo 82’ (rig.) | Marcatori | 16’ Lüscher 76’ Katanha 80’ Zuffi |

| Arbitro: | Amhof |

|                                          |           |               |
| Rüfli 22’, 90’ Vitkieviez 35’ M'Futi 76’ | Marcatori | 57’ Rodriguez |

| Arbitro: | Huwiler |

|                                       |           |                                                        |
| Oppliger 23’ (aut.) Sirufo 67’ (rig.) | Marcatori | 14’ (rig.) Gourmi 17’ Douillard 35’ Hebib 90’ Begzadić |

| Arbitro: | Hänni |

|             |           |          |
| Hamidou 75’ | Marcatori | 8’ Sabia |

| Arbitro: | Pache |

|                              |           |               |
| Čavušević 24’, 90’ Schär 52’ | Marcatori | 80’ Rodriguez |

| Arbitro: | Huwiler |

|                                  |           |           |
| Rodriguez 14’ Barbosa 57’ (rig.) | Marcatori | 35’ Galli |

| Arbitro: | Gut |

|             |           |                                  |
| Hulmann 62’ | Marcatori | 33’ Silvio 43’ Avanzini 53’ Roux |

| Arbitro: | Carrell |

|  |           |                           |
|  | Marcatori | 40’ Rodriguez 90’ Hulmann |

| Arbitro: | Jancevski |

|                               |           |  |
| Rodriguez 6’, 30’ Germann 34’ | Marcatori |  |

| Arbitro: | Makkelie |

|                                  |           |            |
| Besseyre 9’ (rig.) Malfleury 73’ | Marcatori | 38’ Allali |

| Arbitro: | Jancevski |

|                                    |           |                          |
| Sadiku 26’ Hassell 42’ Decarli 79’ | Marcatori | 2’ Rodriguez 60’ Germann |

| Arbitro: | Jaccottet |

|             |           |                               |
| Germann 48’ | Marcatori | 54’ Senger 62’, 68’ Hallenius |

### Coppa Svizzera
| 18 settembre 2010, ore 17:00 CEST Primo turno | Buochs | 2 – 1 | Delémont |  |

## Statistiche

### Statistiche di squadra
| Competizione     | Punti | In casa | In casa | In casa | In casa | In casa | In casa | In trasferta | In trasferta | In trasferta | In trasferta | In trasferta | In trasferta | Totale | Totale | Totale | Totale | Totale | Totale | DR  |
| Competizione     | Punti | G       | V       | N       | P       | Gf      | Gs      | G            | V            | N            | P            | Gf           | Gs           | G      | V      | N      | P      | Gf     | Gs     | DR  |
| ---------------- | ----- | ------- | ------- | ------- | ------- | ------- | ------- | ------------ | ------------ | ------------ | ------------ | ------------ | ------------ | ------ | ------ | ------ | ------ | ------ | ------ | --- |
| Challenge League | 40    | 15      | 6       | 4       | 5       | 23      | 26      | 15           | 6            | 0            | 9            | 24           | 34           | 30     | 12     | 4      | 14     | 47     | 60     | -13 |
| Coppa Svizzera   | -     | 0       | 0       | 0       | 0       | 0       | 0       | 1            | 0            | 0            | 1            | 1            | 2            | 1      | 0      | 0      | 1      | 1      | 2      | -1  |
| Totale           | 40    | 15      | 6       | 4       | 5       | 23      | 26      | 16           | 6            | 0            | 10           | 25           | 36           | 31     | 12     | 4      | 15     | 48     | 62     | -14 |

### Andamento in campionato
| Giornata  | 1 | 2 | 3 | 4 | 5 | 6 | 7 | 8 | 9 | 10 | 11 | 12 | 13 | 14 | 15 | 16 | 17 | 18 | 19 | 20 | 21 | 22 | 23 | 24 | 25 | 26 | 27 | 28 | 29 | 30 |
| --------- | - | - | - | - | - | - | - | - | - | -- | -- | -- | -- | -- | -- | -- | -- | -- | -- | -- | -- | -- | -- | -- | -- | -- | -- | -- | -- | -- |
| Luogo     | C | T | C | T | C | T | C | T | C | T  | T  | C  | T  | C  | T  | T  | C  | T  | C  | T  | C  | C  | T  | C  | C  | T  | C  | T  | T  | C  |
| Risultato | V | V | V | P | N | P | V | P | P | V  | V  | N  | V  | V  | P  | V  | N  | P  | P  | P  | P  | N  | P  | V  | P  | V  | V  | P  | P  | P  |
| Posizione | 6 | 5 | 4 | 4 | 4 | 5 | 4 | 5 | 6 | 5  | 5  | 5  | 5  | 5  | 6  | 5  | 5  | 6  | 7  | 7  | 7  | 7  | 7  | 6  | 8  | 8  | 6  | 8  | 8  | 8  |

Legenda:

Luogo: C = Casa; T = Trasferta. Risultato: V = Vittoria; N = Pareggio; P = Sconfitta.

### Statistiche dei giocatori
| S. Allali     | 12 | 1  | 0 | 0 |
| M. Barbosa    | 27 | 3  | 9 | 0 |
| O. Baudry     | 27 | 0  | 9 | 0 |
| L. Bruat      | 2  | 0  | 0 | 0 |
| J. Budimir    | 28 | 0  | 6 | 0 |
| D. Casasnovas | 5  | 0  | 1 | 0 |
| A. Chappuis   | 5  | 0  | 0 | 0 |
| E. Charmillot | 2  | 0  | 0 | 0 |
| D. Choulat    | 3  | 0  | 0 | 0 |
| G. Gabriele   | 2  | 0  | 0 | 0 |
| G. Germann    | 30 | 9  | 1 | 0 |
| J. Hamidou    | 27 | 1  | 5 | 1 |
| K. Hamzai     | 16 | 0  | 1 | 0 |
| B. Hulmann    | 8  | 0  | 1 | 0 |
| C. Hulmann    | 26 | 4  | 0 | 0 |
| J. Kollar     | 23 | 0  | 1 | 0 |
| P. Ochs       | 24 | 0  | 4 | 0 |
| G. Ren        | 1  | 0  | 0 | 0 |
| M. Rodriguez  | 30 | 18 | 2 | 0 |
| A. Sirufo     | 25 | 6  | 5 | 1 |
| K. Steinmann  | 18 | 0  | 2 | 0 |
| J. Szlykowicz | 28 | 4  | 7 | 0 |
| T. Villemin   | 0  | 0  | 0 | 0 |
| B. Weber      | 28 | 0  | 1 | 0 |
| M. Xhaqku     | 16 | 0  | 3 | 0 |